# National Board of Review Awards 1938
La 10ª edizione dei National Board of Review Awards si è tenuta il 15 dicembre 1938.

## Classifiche

### Migliori dieci film
- La cittadella (The Citadel), regia di King Vidor
- Biancaneve e i sette nani (Snow White and the Seven Dwarfs), regia di David Hand
- Il vagabondo dell'isola (Vessel of Wrath), regia di Erich Pommer
- To the Victor, regia di Robert Stevenson
- Sing You Sinners, regia di Wesley Ruggles
- The Edge of the World - Ai confini del mondo (The Edge of the World), regia di Michael Powell
- Cuori umani (Of Human Hearts), regia di Clarence Brown
- Figlia del vento (Jezebel), regia di William Wyler
- La cavalcate delle follie (South Riding), regia di Victor Saville
- Tre camerati (Three Comrades), regia di Frank Borzage

### Migliori film stranieri
- La grande illusione (La grand illusion), regia di Jean Renoir
- La mort du cygne, regia di Jean Benoît-Lévy
- Carnet di ballo (Un carnet de bal), regia di Julien Duvivier
- La guerre des gosses, regia di Jacques Daroy
- Pyotr pervyy I, regia di Vladimir Petrov
- Professor Mamlock, regia di Adolf Minkin e Gerbert Rappaport

## Premi
- Miglior film: La cittadella (The Citadel), regia di King Vidor
- Miglior film straniero: La grande illusione (La grand illusion), regia di Jean Renoir